# السفیانی، مکه
السفیانی (به عربی: السفیانی) یک منطقهٔ مسکونی در عربستان سعودی است که در استان مکه واقع شده‌است.